# Радио Слободна Југославија
Радио Слободна Југославија је била југословенска радио-станица која је током Народноослободилачке борбе, од новембра 1941. до јануара 1945. године, емитовала вести у систему радио-станица Коминтерне. Она је свакодневно давала емисије на српскохрватском језику и имала је задатак да врши пропаганду у корист Народноослободилачког покрета у иностранству и да информише југословенске народе о међународним догађајима и стању на другим фронтовима.
Радио-станица „Слободна Југославија“ основана је 11. новембра 1941. године у граду Уфи на Уралу, у Совјетском Савезу. Након битке за Москву, почетком 1942. године, радио-станица је априла 1942. пребачена у Москву, где је остала све до јануара 1945. када је престала да ради. Радом радио-станице руководио је Вељко Влаховић, народни херој, члан ЦК СКОЈ-а и секретар Комунистичке омладинске интернационале. Поред њега у раду станице учествовали су Ђуро Салај и Божидар Масларић, народни херој. Станица је свакодневно емитовала вести на српскохрватском и словеначком језику, а од половине 1944. године и на македонском. За народе окупиране Европе давала је вести од 1943. године на више језика. У станици је све до јула 1944. године, када је из Југославије стигло неколико спикера, које је послао Врховни штаб НОВ и ПОЈ, радило свега троје до четворо људи.
Редакција радио-станице је састављала извештаје на основу примљених депеша Врховног штаба НОВ и ПОЈ, као и Главног штаба НОВ и ПО Словеније. Са Врховним штабом имала је директну радио-везу од априла 1942. године, а нешто касније и са Главним штабом Словеније. Средином 1942. године редакција је извесно време одржавала радио-везу и са чланом Врховног штаба Ивом Лолом Рибаром, за време његовог илегалног боравка и рада у окупираном Земуну. У припремању емисија редакција се користила агенцијским вестима, листовима и публикацијама савезничких земаља и другим изворима. Од новембра 1943. године један део емисија је прављен на основу Танјугових вести, а од 1944. године сав материјал за емисије давао је Танјуг. И поред велике удаљености и нередовних веза са Врховним штабом, нарочито у првој години рата, као и због малог броја људи у редакцији, „Слободна Југославија“ је успевала да редовно емитује вести, па и онда кад је због војне ситуације била прекидана свака веза и контакт с Југославијом.
Радио-станица „Слободна Југославија“ одиграла је значајну улогу у ширењу вести о догађајима и збивањима у Југославији и на Балкану. Посебно важну улогу имала је у тешким ситуацијама, нарочито за време непријатељских офанзива, када су Штабови појединих јединица остајали без везе са вишим командама, а радио-станица је преузмала и улогу трансмисије и упознавала старешине и борце с директивама и упутствима Врховног штаба НОВ и ПОЈ. Врховни штаб је преко радио-станице „Слободна Југославија“ 7. фебруара 1943. године, у току битке на Неретви, издао наређење свим партизанским јединицама да изврше општу диверзију на комуникације и непријатељска упоришта како би олакшали ситуацију Оперативне групе дивизија са централном болницом.
Мисија радио станице је наилазила на многе тешкоће и препреке, а тек од 1943. године западне агенције су почеле да се чешће и више користе њеним извештајима.